# Лайтстріт (Пенсільванія)
Лайтстріт (англ. Lightstreet) — переписна місцевість (CDP) в США, в окрузі Колумбія штату Пенсільванія. Населення — 1098 осіб (2020).

## Географія
Лайтстріт розташований за координатами 41°2′23″ пн. ш. 76°25′7″ зх. д. / 41.03972° пн. ш. 76.41861° зх. д. (41.039781, -76.418697).  За даними Бюро перепису населення США в 2010 році переписна місцевість мала площу 2,56 км², з яких 2,52 км² — суходіл та 0,03 км² — водойми.

## Демографія
Згідно з переписом 2010 року, у переписній місцевості мешкали 1093 особи в 515 домогосподарствах у складі 306 родин. Густота населення становила 428 осіб/км².  Було 540 помешкань (211/км²).
Расовий склад населення:
| - 96,5 % — білих - 1,6 % — азіатів - 0,5 % — чорних або афроамериканців - 0,2 % — корінних американців |

До двох чи більше рас належало 1,3 %. Частка іспаномовних становила 0,3 % від усіх жителів.
За віковим діапазоном населення розподілялося таким чином: 18,1 % — особи молодші 18 років, 55,6 % — особи у віці 18—64 років, 26,3 % — особи у віці 65 років та старші. Медіана віку мешканця становила 49,6 року. На 100 осіб жіночої статі у переписній місцевості припадало 85,6 чоловіків;  на 100 жінок у віці від 18 років та старших — 80,1 чоловіків також старших 18 років.
Середній дохід на одне домашнє господарство  становив 64 524 долари США (медіана — 53 281), а середній дохід на одну сім'ю — 76 354 долари (медіана — 79 318). За межею бідності перебувало 11,3 % осіб, у тому числі 6,0 % дітей у віці до 18 років та 22,1 % осіб у віці 65 років та старших.
Цивільне працевлаштоване населення становило 470 осіб. Основні галузі зайнятості: освіта, охорона здоров'я та соціальна допомога — 29,8 %, роздрібна торгівля — 22,8 %, мистецтво, розваги та відпочинок — 8,3 %, науковці, спеціалісти, менеджери — 7,9 %.